# بخش ولینگتون (شهرستان لوراین، اوهایو)
بخش ولینگتون (به انگلیسی: Wellington Township) یک منطقهٔ مسکونی در ایالات متحده آمریکا است که در شهرستان لورین، اوهایو واقع شده‌است.
 بخش ولینگتون ۵۸٫۳۷ کیلومتر مربع مساحت و ۶٬۲۲۲ نفر جمعیت دارد و ۲۵۸ متر بالاتر از سطح دریا واقع شده‌است.